# Georg Lockemann
Georg Lockemann (né le 17 octobre 1871 à Hollenstedt et mort le 4 décembre 1959 dans la même ville) est un chimiste et historien de la chimie allemand.

## Biographie
Ses parents sont Hermann Lockemann (1838-1905) et Agnès (1845-1906), fille du pasteur Georg Katenhausen, propriétaire de salines et du moulin.
Georg Lockemann étudie au lycée de Göttingen, étudie la chimie au TH de Hanovre à partir de 1891 et devient membre du Corps Macaro-Visurgia. À partir de 1894, il poursuit ses études à l'Université de Heidelberg, où il rencontre Robert Wilhelm Bunsen. En 1896, il obtient son doctorat avec un travail de chimie organique sur les dérivés de l'azobenzène. Il travaille brièvement à la Saline (de) de Sülbeck et s'installe à Leipzig en 1898, où il est assistant privé d'Ernst Otto Beckmann et, à partir de 1901, l'assistant d'enseignement. Avec Otto Liesche (1878–1931), il expérimente la phénylhydrazine et les phénylhydrazones. En 1904, il s'habilite avec des études sur l'acroléine et la phénylhydrazine.
En 1907, il devient chef du département de chimie de l'Institut Robert-Koch de Berlin. Après avoir pris sa retraite ici en 1937, il est de nouveau appelé à ce poste en 1939-1945.
En 1909, il s'habilite à nouveau à l'Université agricole de Berlin avec une amélioration de la détection de l'arsenic à l'aide de l'appareil Marsh-Liebig. La même année, il y reçoit un poste de maître de conférence privé.
Dans les années 1921-1945, il enseigne l'histoire de la chimie et de la pharmacie à l'Université de Berlin. De retour dans sa ville natale après la fin de la guerre, il continue d'enseigner à Göttingen de 1946 à 1948. En 1932, il est élu membre de la Léopoldine.
En 1925-1927, Lockemann peut prouver que la maladie de la lagune (de), apparue depuis 1924, n'est pas due à l'arsenic. Il développe également un terreau synthétique pour le bacille de la tuberculose.
Sur ses plus de 170 publications, 40 traitent de l'histoire de la chimie.
En 1941, il reçoit la médaille Goethe pour l'art et la science.

## Travaux
- Robert Wilhelm Bunsen. Lebensbild eines deutschen Naturforschers. Wiss. Verlagsges., Wiesbaden 1949
- Geschichte der Chemie in kurzgefasster Darstellung. Band 1. Vom Altertum bis zur Entdeckung des Sauerstoffs. de Gruyter, Berlin 1950
- Geschichte der Chemie in kurzgefasster Darstellung. Band 2. Von der Entdeckung des Sauerstoffs bis zur Gegenwart. de Gruyter, Berlin 1955
- Beiträge zum Arsennachweis nach Marsh-Liebig. In: Angewandte Chemie. Bd. 48, Nr. 13, S. 199–203 vom 30. März 1935 DOI 10.1002/ange.19350481303
- Über das Vorkommen von Arsen im Frischen Haff. In: Angewandte Chemie. Bd. 39, Nr. 47, S. 1446–1449 vom 25. November 1926